# Epitonium celesti
Epitonium celesti is een slakkensoort uit de familie van de Epitoniidae. De wetenschappelijke naam van de soort is voor het eerst geldig gepubliceerd in 1854 door Aradas.